# Comunità montana dei Monti Sabini, Tiburtini, Cornicolani e Prenestini
La Comunità montana dei Monti Sabini, Tiburtini, Cornicolani e Prenestini è una delle comunità montane del Lazio, sita nella città metropolitana di Roma Capitale. Consta di 18 comuni:
- Capranica Prenestina,
- Casape,
- Castel Madama,
- Castel San Pietro Romano,
- Ciciliano,
- Marcellina,
- Monteflavio,
- Montorio Romano,
- Moricone,
- Nerola,
- Palombara Sabina,
- Pisoniano,
- Poli,
- Rocca di Cave,
- Sant'Angelo Romano,
- San Gregorio da Sassola,
- San Polo dei Cavalieri,
- San Vito Romano